# 東京ディズニーランドのサービス施設の一覧
東京ディズニーランドのサービス施設の一覧（とうきょうディズニーランドのサービスしせつのいちらん）は東京ディズニーランド内に設置されたサービス施設の一覧である。

## パーク内施設

### ワールドバザール

#### メインストリート・ハウス
メインストリート・ハウス(Main Street House)は、ワールドバザールにある、さまざまな案内を行っている施設である。アトラクションやショーの案内、伝言サービス、遺失物の預かり、発信専用のファクシミリ（有料）などのサービスを扱っている。
- 場所：「ワールドバザール・コンフェクショナリー」横

##### ガイドツアー
メインストリート・ハウスでは、東京ディズニーランド内を案内するガイドツアーの受付を行っている。申し込みは当日、メインストリート・ハウスにて行う（先着順）。ディズニーホテル宿泊者は事前予約することができる。

###### 現在行っているガイドツアー
現在、ガイドツアーの実施はされていない。

###### 過去に行っていたガイドツアー
ようこそ!夢と魔法の王国へ 
ツアーガイドとパークを巡りながら、ディズニーテーマパークの魅力がわかるツアー。ガイドツアーオリジナルツール、ツアーログが配られる。
ツアー形態グループツアー（12名まで）
所要時間約1時間30分
料金大人・中人 2,500円（税込）、小人 1,000円（税込）
プレミアムツアー
ツアーガイドがアレンジしてパークをご案内するプライベートツアー。指定されるエンターテイメントの中から一つ好きなものをガイドツアー専用スペースで鑑賞することができる。ディズニー・ファストパスのルートを利用してアトラクションに乗ることもできる。2016年3月31日に終了した。
DATA
ツアー形態プライベートツアー
所要時間3時間
料金1グループ（6名まで）21,600円※7名以上は1名につき3,090円ずつ追加（最大10名）
利用可能エンターテイメントワンマンズ・ドリームⅡ－ザ・マジック・リブズ・オン、東京ディズニーランド・エレクトリカルパレード・ドリームライツ:
ディズニーの夢と魔法の世界へ
ウォルト・ディズニーの足跡やパークの魅力を紹介するグループツアー。指定されるエンターテイメントの中から一つ好きなものをガイドツアー専用スペースで鑑賞することができる。2016年3月31日に終了した。
ツアー形態グループツアー（最大12人）
所要時間約2時間30分（エンターテイメント鑑賞時間は含まない）
料金大人・中人3,600円、小人2,060円
利用アトラクションビッグサンダーマウンテン、イッツ・ア・スモールワールド、スター・ツアーズ・ザ・アドベンチャーズ・コンティニュー
利用可能エンターテイメントハピネス・イズ・ヒア:
フラワー&ツリーツアー
東京ディズニーランド内に咲く花や植栽を専属ガイドの解説を交えて観賞して回るツアー。
実施期間2006年4月15日～2006年8月31日
所要時間約1時間45分

#### パークインフォメーションボード
パークインフォメーションボード(Park Information Board)は、アトラクションの待ち時間やディズニー・ファストパスの発券状況、ショーやパレードなどの開催時刻などを知ることができるボードである。2005年の春ごろに新設された。それまでは、東京ディズニーシーのみのものだった。また、ボードの前には常時キャストがいるので、質問などをすることができる。
- 場所：「ホームストア」前

#### ゲストリレーション・ウィンドウ（パーク内）
ゲストリレーション・ウィンドウ(Guest Relations Window)は、パーク内外にあり、それぞれサービス内容が異なる。ここではパーク内のサービスについて行う。パーク外のサービスについては下記参照。
パーク内のゲストリレーション・ウィンドウでは、東京ディズニーランド、東京ディズニーシーで使用できるギフトカードの販売や、外貨の両替、チケットの券種変更などを行っている。
- 場所：東側の再入園口横

#### ベビーセンター
ベビーセンター(Baby Center)は、乳児を連れている保護者のために、おむつの交換用ベッド、授乳室、乳児の食事用施設、乳幼児向けのトイレなどがある施設である。
食事用の備品としては、高温と低温の二種類のお湯が入ったポット、電子レンジ、哺乳瓶洗浄用ブラシなどがある。ベビーセンター内のトイレは、婦人用のみとなっている。授乳室には男性の保護者は立入禁止。また、そのほかに粉ミルクや紙おむつ、おしり拭き、ベビーフード、おしゃぶり、ベビーカー用レインカバーなども販売している。
- 提供：明治
- 場所：「迷子センター」横

#### ベビーカー&車イス・レンタル
ベビーカー&車イス・レンタル(Stroller & Wheelchair Rentals)は、ベビーカーや車イス、電動カートなどの貸し出しを行っている施設である。それぞれ有料。保証金は、返却時に返金される。
- 提供：第一生命保険
- 場所：宅配センター横

#### 迷子センター
迷子センター(Lost Children)は、迷子になってしまった子供（小学生以下）を保護する施設である。迷子になった子供が現れた場合、すぐにパーク内外のキャストに連絡が入り、保護者と会えるようにする。
場所：「メインストリート・コーヒーハウス」横（トゥモローランド側）

#### 三井住友銀行
三井住友銀行(Sumitomo Mitsui Banking Corporation)は、ワールドバザールにある三井住友銀行の有人出張所である。三井住友銀行の公式サイトにも「東京ディズニーランド出張所」と記載されている。正式店舗名は浦安支店東京ディズニーランド出張所。窓口とATMがあり、銀行の通常業務と外貨両替を行っている。営業時間は通常の銀行窓口と同じで平日の9:00 - 15:00である。ATMの営業時間は平日休日祝日関係なく8:00 - 21:00となっている。窓口ではすべての通常業務を行っており、記念スタンプを封筒などに押印して貰えるので、公共料金の支払い等をこの窓口で行っているマニアもいる。口座開設や各種融資などは、浦安市民かオリエンタルランドグループの従業員等でないと受け付けてもらうことができない。
- 場所：「グレートアメリカン・ワッフルカンパニー」と「マジックショップ」の間

#### 宅配センター
宅配センター(Home Delivery Service)は、ワールドバザールにある、パーク内で購入した商品（一部の商品を除く）の配送を受け付けている施設である。チョコレートなどの商品をクール便で配送することも可能である。
- 提供：日本通運
- 場所：東側の再入園口横

### アドベンチャーランド

#### 中央救護室
中央救護室(Central First Aid 略称:CFA)は、怪我をした場合や気分が悪くなった場合などに簡易手当てや休憩が出来る施設で、アドベンチャーランドに設置されている。看護師が常駐し応急対処のほか、必要と有れば近隣の病院などを紹介し搬送してもらえる。
園内で急傷病人が発生した場合は、最寄りのキャストから連絡を受けて看護師が現場に出動し現場にて緊急対処を行う。なお心停止などの非常事態には救急車で園内に進入することもあるが、通常は車椅子やストレッチャーにて搬送車や救護室に収容する。
- 開設時間：パークオープン時間の1時間前から閉園時間の1時間後まで。
- 場所：「カリブの海賊」左奥、「イーストサイドカフェ」横のトイレ脇

### トゥーンタウン

#### トゥーンタウン・ベビーセンター
トゥーンタウン・ベビーセンター(Toon Town Baby Center)は、2006年10月5日に新設された。
施設内容としては、ベビーセンターと同じだが、トゥーンタウン・ベビーセンター内のトイレは、男性、女性、子供用となっている。
- 提供：明治
- 場所：アトラクション「ロジャーラビットのカートゥーンスピン」横

### パークワイド

#### メールボックス
メールボックス(Mailboxes)は、パーク内各所に設置されているポストである。ここからハガキを出すと、スペシャルイベント柄のスタンプを押してくれる。（スペシャルイベント開催時のみ、平時はロゴマーク入りのスタンプ）2018年4月現在の設置場所は以下の通りである。
- 「カフェ・オーリンズ」横
- 「トレーディングポスト」横
- 「ワールドバザール・コンフェクショナリー」横
- 「グランドエンポーリアム」横
- 「タウンセンターファッション」横
- シンデレラ城裏「願いの泉」横
- 「ブレイブリトルテイラー・ショップ」正面
- 「ベビーマイン」横
- 「トレジャーコメット」横
- 「プラネットM」横

#### ハンドウォッシングエリア
ハンドウォッシングエリアは、ミッキーシェイプの泡で手を洗うことのできる施設。
- 提供：花王株式会社

設置場所
- ラケッティのラクーンサルーン横
- パン・ギャラクティック・ピザ・ポート付近

#### 灰皿設置場所
灰皿設置場所(Smoking Areas)は、パーク内に設置されている喫煙場所である。東京ディズニーリゾートでは分煙化に取り組んでおり、灰皿がある場所以外での喫煙は禁じられている。（ポケット灰皿も不可）また、灰皿の数も徐々にだが少なくなってきている。2016年2月現在の設置場所は以下の通りである
- 「ジャングルクルーズ：ワイルドライフ・エクスペディション」入口左奥
- 「ウエスタンランド・シューティングギャラリー」横
- 「トゥモローランド・ホール」横

#### レストルーム
レストルーム(Restrooms)は、パーク各所に設置されている。レストルームには3種類ある。2021年5月現在の設置場所は以下の通りである。パーク外のレストルームについては下記参照。
エントランス
- 「東出口」横
- 「西出口」横

アドベンチャーランド
- 「中央救護室」横
- 「シアターオーリンズ」横
- 「ジャングルクルーズ：ワイルドライフ・エクスペディション」入口横

ウエスタンランド
- 「ウエスタンランド・シューティングギャラリー」横
- 「キャンプ・ウッドチャック」前
- 「プラザ～ウエスタンランド間ブリッジ」（通称四号橋）ウエスタンランド側横
- 「トムソーヤ島」内（2か所）

クリッターカントリー
- 「スプラッシュ・マウンテン」出口横

ファンタジーランド
- 「トルバトール・タバン」横
- 「クイーン・オブ・ハートのバンケットホール」横
- 「ピノキオの冒険旅行」横
- 「ヴィレッジ・ショップス」横

トゥーンタウン
- 「グーフィーのガスステーション」横

トゥモローランド
- 「トレジャーコメット」横
- 「コズミック・エンカウンター」横

施設内
施設の開設状況により利用できない場合もある。また、ガイドマップ等には書かれていない。
ワールドバザール
- 「センターストリートコーヒーハウス」内
- 「イーストサイド・カフェ」内
- 「レストラン北斎」内
- 「クラブ33」内

アドベンチャーランド
- 「ブルーバイユー・レストラン」内
- 「ポリネシアンテラス・レストラン」内
- 「魅惑のチキルーム：スティッチ・プレゼンツ “アロハ・エ・コモ・マイ!”」プレショーエリア内

ウエスタンランド
- 「ハングリーベア・レストラン」内
- 「ダイヤモンド・ホースシュー」内2階

クリッターカントリー内
- 「グランマサラのキッチン」内

ファンタジーランド
- 「クイーン・オブ・ハートのバンケットホール」内

トゥモローランド
- 「トゥモローランド・テラス」内
- 「プラズマ・レイズ・ダイナー」内
- 「パンギャラクティック・ピザポート」内

レストルームは以下の種類がある。
- 一般の人が使用できるレストルーム
- 車椅子優先レストルーム
- 介護用ベッドが設置されている車椅子優先レストルーム

女性用レストルームのほとんどと、一部の男性用レストルームにおむつ替え用のベットが設置されている。

#### コインロッカー
コインロッカー(Storage Lockers)は、パークのメインエントランス周辺に8ヶ所（いずれもパーク内、パーク外のコインロッカーについては下記参照）設置されている。サイズは特大、大、中、小の3種類である。荷物を預けられるのは預けた当日のみ。
場所は2021年5月現在、それぞれ以下の通りである。
- パーク内
  - 「メインストリート・ハウス」横
  - 「カメラセンター」横
- パーク外（5ヶ所）

#### 公衆電話
公衆電話(Public Telephones)は、パーク内各所に設置されている。また、テレホンカードはパーク内で販売されている。2021年5月現在の設置場所は以下の通りである。パーク外の公衆電話については下記参照。
ワールドバザール
- 「メインストリート・ハウス」横
- 「カメラセンター」横
- 「ワールドバザール・コンフェクショナリー」横

アドベンチャーランド
- 「パイレーツ・トレジャー」正面
- 「クリスタルアーツ」横
- 「ボイラールーム・バイツ」横

ウエスタンランド
- 「ハングリーベア・レストラン」横
- 「ザ・ダイヤモンドホースシュー」横
- 「キャプテンフックス・ギャレー」横

クリッターカントリー
- 「スプラッシュ・マウンテン」出口横

ファンタジーランド
- 「ピノキオの冒険旅行」横
- 「ヴィレッジショップス」横

トゥーンタウン
- トゥーンタウンにあるレストルーム（上記参照）横

トゥモローランド
- 「トゥモローランド・テラス」横
- 「パンギャラクティック・ピザポート」横

## パーク外施設

### ゲストリレーション・ウィンドウ（パーク外）
ゲストリレーション・ウィンドウ(Guest Relations Windowr)は、パーク内外にあるが、こちらではパーク外の施設について紹介する。パーク内の施設については上記参照。
パーク外のゲストリレーション・ウィンドウでは、前売券（2か月前より）、ギフトカード、年間パスポート引換券の販売、外貨両替、チケットの券種変更などを行っている。
- 場所：パーク内の「ゲストリレーション・ウィンドウ」横

### チケットブース・イースト／チケットブース・ウエスト
チケットブース・イースト／チケットブース・ウエスト（Ticket Booths East / Ticket Booths West）はパーク入り口手前にある施設。パークチケットの販売および券種変更を行う。

### イーストゲート・レセプション
イーストゲート・レセプション(The East Gate Guest Reception)は、パークの情報を取り扱う施設である。「メインストリート・ハウス」と同じようにアトラクションやショーの案内、遺失物の問い合わせなどを行っているほか、「2パーク年間パスポート」、「東京ディズニーランド年間パスポート」、「東京ディズニーシー年間パスポート」の販売も行っている。パーク外にあるので入園しなくても利用できる。

### コインロッカー（パーク外）
コインロッカー(Storage Lockers)は、パーク内外にあるが、こちらではパーク外のコインロッカーについて解説する。パーク内のコインロッカーについては上記参照。パーク外のコインロッカーの設置場所について2021年5月現在は以下の通りである。計5ヶ所設置されている。サイズや値段などはパーク内にあるものと同じ。
- 「ピクニックエリア」横
- ペデストリアンデッキ（舞浜駅と東京ディズニーランドを結ぶ橋）の横
- ディズニーリゾートライン「東京ディズニーランド・ステーション」1階
- 「キャリッジハウス・リフレッシュメント」横
- バスターミナル・ウエスト前

### ピクニックエリア
ピクニックエリア(Picnic Areas)は、持参の飲食のためのスペースである。東京ディズニーランドは飲食品の持込みは禁止されているため、持参の飲食の場。エントランスの東側に設置されている。なお、2006年以前は西側にも設置されていたが、キャリッジハウス・リフレッシュメントが駐車場横から移転してきたため無くなった。
- 酒類以外のペットボトル、水筒の飲み物は持込みができるが、レストランやファーストフードなどの有料飲食施設で飲むことはできない。
- 「イーストゲート・レセプション」の東側にある。

### フォトガーデン
フォトガーデン(Photo Garden)は、グループで自由に写真が撮れるスペースである（パーク内では団体での記念撮影は禁じられている）。
- 場所：「キャリッジハウス・リフレッシュメント」横

### レストルーム（パーク外）
レストルーム(Restrooms)は、パーク内外にあるが、こちらではパーク外のレストルームについて解説する。パーク内のレストルームについては上記参照。パーク外のレストルームの設置場所について2021年5月現在は以下の通りである。
- 「ゲストリレーションウィンドウ」横
- ペデストリアンデッキ（舞浜駅と東京ディズニーランドを結ぶ橋）の1階（バスターミナル・イースト横）
- ディズニーリゾートライン「東京ディズニーランド・ステーション駅」1階
- ディズニーリゾートライン「東京ディズニーランド・ステーション駅」横
- 旧「団体窓口」横
- ゲストパーキング 立体駐車場 1階
- バスターミナル・ウエスト前

### 公衆電話（パーク外）
公衆電話(Public Telephons)は、パーク内外にあるが、こちらではパーク外の公衆電話について解説する。パーク内の公衆電話については上記参照。パーク外の公衆電話の設置場所について2021年5月現在は以下の通りである。
- 「ゲストリレーションウィンドウ」横
- ペデストリアンデッキのレストルーム横
- ディズニーリゾートライン「東京ディズニーランド・ステーション」1階
- 旧「団体窓口」横
- バスターミナル・ウエスト前

### 灰皿設置場所（パーク外）
灰皿設置場所(Smoking Areas)は、パーク内外にあるが、こちらではパーク外の灰皿設置場所について解説する。パーク内の灰皿設置場所については上記参照。パーク外の灰皿設置場所について2021年5月現在は以下の通りである。また、パーク外であっても、喫煙は指定された場所でしかできない。
- バスターミナル・ウエスト前

### クレジットカード・キャッシングサービス
クレジットカード・キャッシングサービス(Credit Card Cash Advance Service)は、パーク外にクレジットカードやゆうちょ銀行カードなどが利用できるキャッシュディスペンサーが利用できるサービスである。
- 場所：「イーストゲート・レセプション」内

### ゲストパーキング
ゲストパーキング(Guest Parking)は、乗用車などで来園したゲストが利用できる駐車場である。駐車場にはエリアごとに、ディズニーのキャラクター名がそれぞれ付けられている（エントランス側から、ミッキーマウス（立体）、ドナルドダック、グーフィー、ピノキオ）。以前、ミッキーマウス区画（平面）があった場所には、現在東京ディズニーランドホテルがある。
- 場所：東京ディズニーランドの西側一帯

### キャリッジハウス・リフレッシュメント
キャリッジハウス・リフレッシュメント(Carriage House Refreshments)は、おにぎりやソフトドリンクなどをテイクアウトできるカウンターサービスのレストランである。1996年7月20日にオープンした。主に車で来園するゲストが利用する。以前、駐車場横にあった時はドーナツを販売していた。
- 場所：「プロムナードギフト」横

## 終了したサービス施設

### ペットクラブ
ペットクラブ(Pet Club)は、パーク内に持ち込めない犬や猫などのペットを預かる施設である。申し込みには身分証明書などが必要となる。預かり期限は当日のみ。また、補助犬（盲導犬や聴導犬など）は園内に連れて行ける。
2018年3月31日をもってクローズ。
- 場所：：「キャリッジハウス・リフレッシュメント」横

### プロムナードギフト/プロムナードギフト・イースト
このショップについては、東京ディズニーランドのショップを参照して下さい。
プロムナードギフトは2018年4月15日、プロムナードギフトイーストは2019年5月7日をもってクローズ。

### 団体窓口
団体窓口(Group Sales Window)は、25名以上の団体専用の窓口である。団体パスポートやギフトカードの販売を行っている。
2020年3月31日クローズ。
場所：西側の再入園口横

## 非公開サービス施設
非公開サービス施設は(Closed Service)は、一般ゲストを対象としていない、一部特定のゲストの為の施設である。通常一般ゲストが利用することは出来ない。また一般ゲストを対象としていても、キャストのエスコートがないと利用できない施設も含む。

### ティーチャー・センター
ティーチャー・センター(Teacher Center)は、学校団体を引率してきている学校関係者が園内の学校団体ゲストなどに不測の事態が起きた場合に対応する為に待機したり、入園を計画している学校団体関係者を接待したりする為のスペース。引率者にポケットベルや内線PHSを貸与したりしていた。
元々はミート・ザ・ワールドの建物の一部に開設されていたが、現在はアトラクション「モンスターズ・インク“ライド&ゴーシーク!”」ができたため、メインストリートハウスで業務を行っている。
- 過去に存在した場所：「ミート・ザ・ワールド」、「スターツアーズ」横

### バス・ドライバーズ・ラウンジ
バスドライバーズ・ラウンジ(Bus Drivers Lounge)は、観光バス運転手やバス添乗員、旅行会社の添乗員等が、旅客がパーク内で滞在している時間に休憩したり、食事したりするためスペース。食事と喫茶を提供しているカウンターサービスのレストランを併設している。一般のゲストには公開されていない。東京ディズニーシーにも同様の施設がある。
- 場所：キャレッジハウスリフレッシュメント横

### クラブ33クロークサービス
クラブ33クロークサービス(Club 33 Cloakroom)は、クラブ33の利用者を対象として、クロークサービスを行っている。
- 場所：「三井住友銀行」、「マジックショップ」横、クラブ33一階

### ウェスタンランド救護室
ウェスタンランド救護室(Westernland First Aid 略称:WFA)は、怪我をした場合や気分が悪くなった場合などに簡易手当てや休憩が出来る施設で、ウエスタンランドに設置されている。看護師が常駐し応急対処のほか、必要と有れば近隣の病院などを紹介し搬送してもらえる。
- 開設時間：9時頃から18時頃まで（現在ほとんど開設されていない）。
- 場所：「ウエスタンランド・シューティングギャラリー」裏

### ファンタジーランド救護室
ファンタジーランド救護室(Fantasyland First Aid 略称:FFA)は、怪我をした場合や気分が悪くなった場合などに簡易手当てや休憩が出来る施設で、ファンタジーランドに設置されている。看護師が常駐し応急対処のほか、必要と有れば近隣の病院などを紹介し搬送してもらえる。
- 開設時間：9時頃から18時頃まで。閑散期は開設されない場合もある（現在ほとんど開設されていない）。
- 場所：「ホーンテッドマンション」裏

### トゥモローランド救護室
トゥモローランド救護室(Tomorrowland First Aid 略称:TFA)は、怪我をした場合や気分が悪くなった場合などに簡易手当てや休憩が出来る施設で、トゥモローランドに設置されている。看護師が常駐し応急対処のほか、必要と有れば近隣の病院などを紹介し搬送してもらえる。
- 開設時間：9時頃から18時頃まで（現在ほとんど開設されていない）。
- 場所：「スペース・マウンテン」裏

### スポンサーラウンジ
スポンサーラウンジ(Sponsor Lounge)は、オフィシャルスポンサーの企業各社が招待客を接待するのに使用する非公開ラウンジ、一般人がもっとも利用しやすいラウンジとしては第一生命保険のラウンジが保険契約の景品に使われているので有名である。通常はラウンジ内でドリンクの提供を受けて、休憩の後に施設に案内となっている。
- 開設時間：各ラウンジの予約状況により異なる（予約がなければ開設されないことが多い）。
- 場所：各提供施設付近

#### ENEOSラウンジ
ENEOSラウンジ(ENEOS Lounge)は、ENEOSのスポンサーラウンジ。
パーク開園当時に、ENEOS（当時は日本石油）が旧メインストリートハウス（現在のワールドバザールコンフェクショナリーの集中レジスペース）を提供していたため、この位置に設置された。現在はジャングルクルーズのスポンサーのため、施設から最も遠いラウンジとなっている。
パークに取材が多く入る日にはプレスセンターとなることがある。
- エリア：ワールドバザール・メインエントランス
- 場所：メインストリートハウスとワールドバザール・コンフェクショナリーの2階
- 入口：メインストリートハウスとワールドバザール・コンフェクショナリーの間
- 企業：ENEOS株式会社

#### キリンラウンジ
キリンラウンジ(Kirin Lounge)は、キリンビールのスポンサーラウンジ。
- エリア：ワールドバザール・メインエントランス
- 場所：ゴールデンガリオンとカリブの海賊出口とパイレーツトレジャーの2階
- 入口：カリブの海賊とロイヤルストリートベランダの間
- 企業：麒麟麦酒株式会社

#### 明治ラウンジ
明治ラウンジ(Meiji Lounge)は、明治のスポンサーラウンジ。明治グループの企業再編が行われる2011年3月31日までは、明治乳業のラウンジであった。
- エリア：アドベンチャーランド
- 場所：クリスタルパレスレストランの裏
- 入口：クリスタルパレスレストランのテラス席側
- 企業：株式会社明治

#### プリマハムラウンジ
プリマハムラウンジ(Prima Meat Packers Lounge)は、プリマハムのスポンサーラウンジ。
- エリア：ウエスタンランド
- 場所：ペコスビルカフェの2階付近
- 入口：ペコスビルカフェのテラス席横2階
- 企業：プリマハム株式会社

#### ハウス食品ラウンジ
ハウス食品ラウンジ(House Foods Lounge)は、ハウス食品のスポンサーラウンジ。
- エリア：ウェスタンランド
- 場所：カントリーベアシアター横
- 入口：ハングリーベアレストランテラス席
- 企業：ハウス食品株式会社

#### 第一生命保険ラウンジ
第一生命保険ラウンジ(Dai-ichi Mutual Life Insurance Lounge)は、第一生命保険のスポンサーラウンジ。保険契約の販促としてよく使われている。
- エリア：ウェスタンランド
- 場所：ビッグサンダーマウンテンの2階
- 入口：ビッグサンダーマウンテンの2階キューラインエリア下の通路
- 企業：第一生命保険株式会社

#### 講談社ラウンジ
講談社ラウンジ(Koudansya Lounge)は、講談社のスポンサーラウンジ。VIPルームとしても使用され、皇太子徳仁親王、同妃雅子夫妻が愛子内親王とパークに入園し、ミッキーの家とミート・ミッキーを利用する際に休息所として使用されたこともある。
- エリア：トゥーンタウン
- 場所・入口：ロジャーラビットのカートゥーンスピンの出口横
- 企業：株式会社講談社

#### ジェーシービーラウンジ
ジェーシービーラウンジ(JCB Lounge)は、ジェーシービーのスポンサーラウンジ。
- エリア：トゥモローランド
- 場所：スター・ツアーズ:ザ・アドベンチャーズ・コンティニューの3階
- 入口：スターツアーズ裏口からエレベーター
- 企業：JCB株式会社

#### コカ・コーララウンジ
コカ・コーララウンジ(Coca-Cola Lounge)は、日本コカ・コーラのスポンサーラウンジ。ラウンジ内からメインショー内が見える。
- エリア：トゥモローランド
- 場所：スペース・マウンテンのショーベース側の2階
- 入口：スペース・マウンテンのショーベース側
- 企業：日本コカ・コーラ株式会社

#### 三井不動産ラウンジ
三井不動産ラウンジ(Mitsui Fudosan Lounge)は、三井不動産のスポンサーラウンジ。
- エリア：トゥモローランド
- 場所：ショーベースの裏
- 入口：ショーベース上手
- 企業：三井不動産株式会社

#### パナソニックラウンジ
パナソニックラウンジ(Panasonic Lounge)は、パナソニックのスポンサーラウンジ。
- エリア：トゥモローランド
- 場所：モンスターズ・インク“ライド&ゴーシーク!”右手奥
- 入口：ベビーセンター沿い
- 企業：パナソニック株式会社

#### 大和ハウスラウンジ
大和ハウスラウンジ(Daiwa House Lounge)は、大和ハウス工業のスポンサーラウンジ。
- エリア：トゥモローランド
- 場所：スティッチ・エンカウンターの2階
- 入口：スティッチ・エンカウンターのプラザ側裏口からエレベーター
- 企業：大和ハウス工業株式会社

#### ナショナル・パナソニックラウンジ
ナショナル・パナソニックラウンジ(National/Panasonic Lounge)は、松下電器産業（現：パナソニック）のスターツアーズ提供終了に伴いクローズされたラウンジ。ラウンジ内からスタースピーダーの乗り場などが見える。現在はバケーションパッケージ専用の休憩所として利用されている。
なお、スターツアーズ公開前は、松下電器が提供していたミート・ザ・ワールド建物の横に「ナショナルラウンジ」として設置されていた（こちらの跡地はティーチャー・センターとなっていた）。
- エリア：トゥモローランド
- 場所：スターツアーズの3階
- 入口：スターツアーズ裏口からエレベーター
- 企業：松下電器産業株式会社（現：パナソニック株式会社）

#### 旧日産ラウンジ
旧日産ラウンジ(Nissan Lounge)は、日産自動車のスポンサー契約終了に伴ってスポンサーが不在となったラウンジ。現在はVIPルームとして使用される以外はほとんど使用されていない。
- エリア：クリッターカントリー
- 場所：スプラッシュ・マウンテンと出口上
- 入口：スプラッシュ・マウンテンと出口横

#### 旧そごうラウンジ
旧そごうラウンジ(Sogo Lounge)は、そごう（現：そごう・西武）のスポンサー契約終了に伴ってスポンサーが不在となったラウンジ。
- エリア：ファンタジーランド
- 場所：イッツ・ア・スモールワールドの3階
- 入り口：イッツ・ア・スモールワールド入口横